# Isometria del piano
In geometria, si definisce isometria (o trasformazione rigida) una trasformazione che non modifica le distanze tra i punti (e, di conseguenza, le ampiezze degli angoli).
Formalmente, dato uno spazio {\displaystyle X} su cui sia definita una distanza {\displaystyle d}, una funzione {\displaystyle f:X\rightarrow X} è una isometria se e solo se {\displaystyle \forall ~x,y\in X} si ha che {\displaystyle d(x,y)=d(f(x),f(y))\,\;}
L'insieme delle isometrie che agiscono su un piano euclideo è un gruppo non commutativo. Esso è stato molto studiato, in quanto contiene trasformazioni molto intuitive ed utilizzate, ad esempio, nella teoria delle tassellazioni del piano.

## Catalogazione
Le isometrie del piano possono essere divise in quattro classi:
- rotazioni, di cui sono un caso particolare le simmetrie centrali
- traslazioni
- simmetrie assiali, anche dette riflessioni
- antitraslazioni, anche dette glissosimmetrie, glissoriflessioni o simmetrie con scorrimento

Siccome si definisce antitraslazione la composizione di una simmetria assiale e di una traslazione di direzione parallela all'asse di simmetria, si può osservare che le simmetrie assiali possono essere viste come casi particolari di antitraslazioni, in cui la componente di traslazione ha modulo 0.

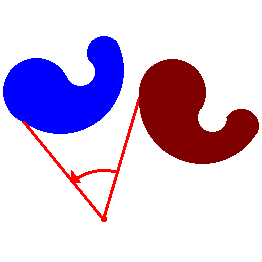
Rotazione
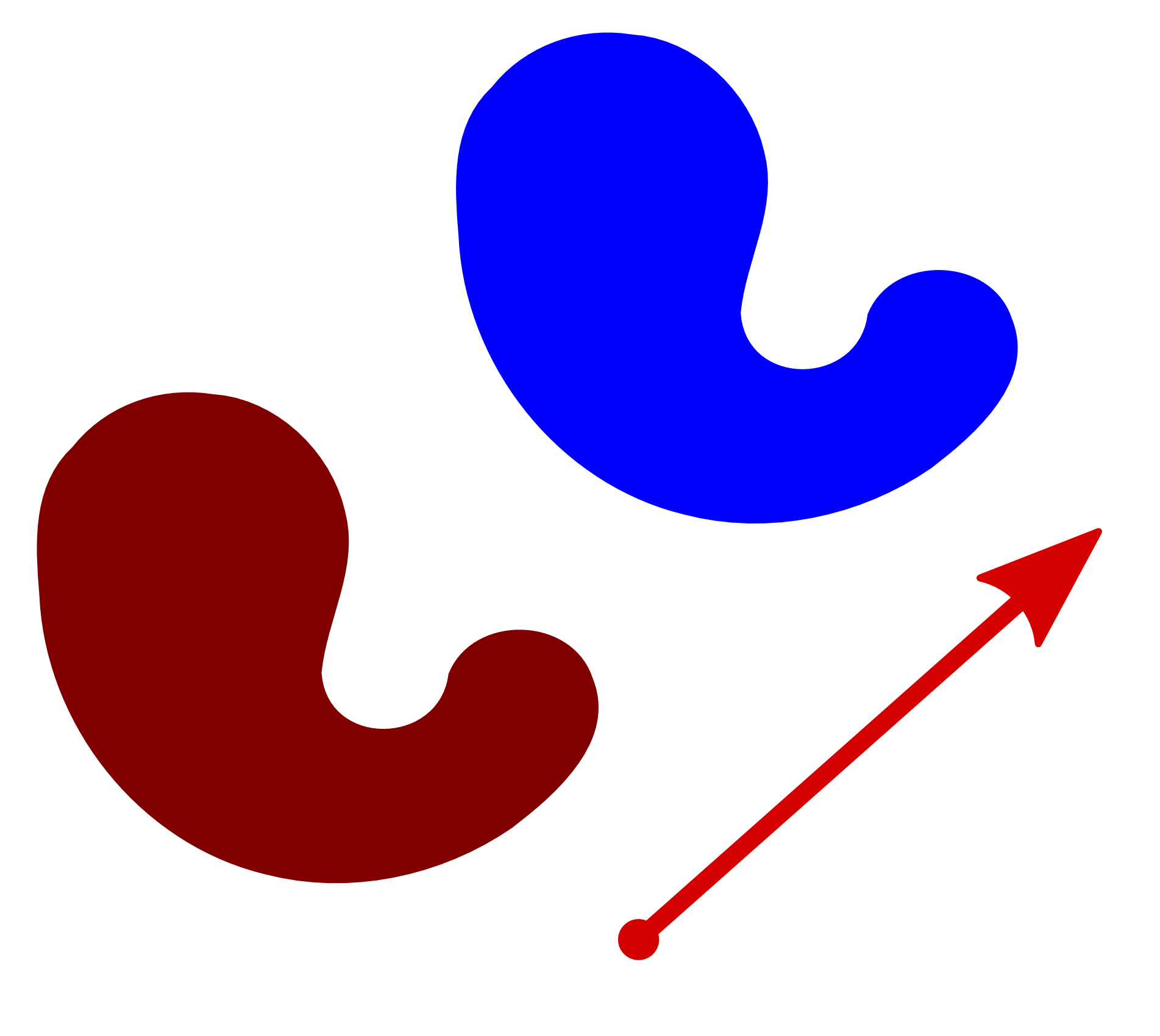
Traslazione
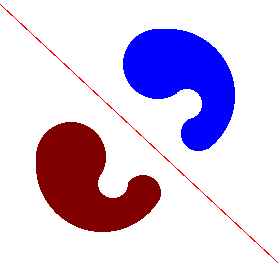
Simmetria assiale
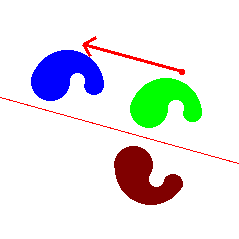
Antitraslazione

Le traslazioni formano un gruppo commutativo, così come le rotazioni di fissato centro. Le rotazioni invece non formano gruppo, perché la composizione di due rotazioni è una rotazione o una traslazione.

### Isometrie invertenti
Le isometrie possono inoltre essere classificate in isometrie invertenti (o inverse) e isometrie non invertenti (o dirette); le prime comprendono le simmetrie assiali e le antitraslazioni, mentre le seconde sono le rotazioni e le traslazioni.
L'aggettivo invertente (a volte sostituito da inversa, che però può essere fonte di equivoco in quanto si può confondere con la funzione inversa di una data isometria) può fare intuire su cosa si basi questa distinzione: dato un poligono G con {\displaystyle n} lati i cui vertici siano numerati da 1 a n in senso orario, la sua immagine tramite una isometria invertente avrà i vertici numerati in senso antiorario; se invece l'isometria è non invertente, l'ordine dei vertici non cambia.

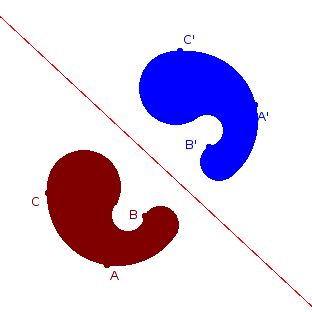
La simmetria è un'isometria invertente
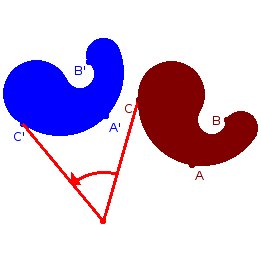
La rotazione è un'isometria non invertente

È facile osservare che la composizione di un numero qualsiasi di isometrie non invertenti è un'isometria non invertente; in altre parole, le isometrie non invertenti formano un gruppo con l'operazione di composizione.
Le isometrie invertenti invece non formano un gruppo; infatti la composizione di un qualsiasi numero pari di isometrie invertenti dà un'isometria non invertente. Inoltre è ovvio che la composizione di una qualunque isometria invertente con una qualunque isometria non invertente dà un'isometria invertente.
Tutte queste considerazioni non dipendono dall'ordine in cui si effettua la composizione.

## Generazione tramite riflessioni
Un'importante caratteristica delle isometrie è che ognuna di esse può essere generata da un massimo di tre riflessioni; in particolare, due caratterizzano le rotazioni e le traslazioni, tre le antitraslazioni. Da questo segue che ogni isometria è anche composizione di una simmetria assiale e di una isometria non invertente, ed eventualmente da una sola di esse.
La dimostrazione di questo fatto è piuttosto semplice, ed è costruttiva (ovvero non ci dice solo che queste due isometrie esistono, ma ci permette di trovarne una possibile coppia).

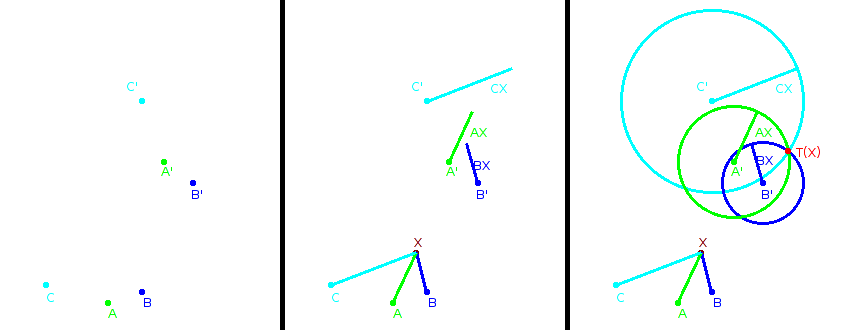
Se conosciamo A, B, C e le rispettive immagini T(A)=A', T(B)=B', T(C)=C', conosciamo T(X) per un qualsiasi X.

Prima di tutto osserviamo che, date due isometrie {\displaystyle S,T}, se esistono {\displaystyle A,B,C} non allineati e tali che:
{\displaystyle {\begin{aligned}S(A)&=T(A)&=A'\\S(B)&=T(B)&=B'\\S(C)&=T(C)&=C'\end{aligned}}}
allora {\displaystyle S=T}. Questo è equivalente a dire che se una isometria ha tre punti non allineati come punti fissi allora è l'identità.
Questo fatto si può verificare facilmente osservando che se l'intersezione di tre circonferenze contiene almeno due punti distinti {\displaystyle P,Q}, allora i loro centri sono allineati (perché sono sull'asse del segmento {\displaystyle PQ}). Quindi, supponiamo per assurdo che esista X tale che {\displaystyle S(X)\neq T(X)}, e siano {\displaystyle \alpha ,\beta ,\gamma } le circonferenze rispettivamente di centro {\displaystyle A',B',C'} e di raggio {\displaystyle XA,XB,XC}. Siccome un'isometria mantiene le distanze, sia {\displaystyle S(X)} che {\displaystyle T(X)} devono appartenere entrambi a tutte e tre le circonferenze, e quindi alla loro intersezione. Quindi {\displaystyle S(X)\not =T(X)\Rightarrow A,B,C} sono allineati, e questo contraddice le nostre ipotesi.
Chiamiamo quindi {\displaystyle T} l'isometria che vogliamo costruire, e prendiamo 3 punti qualsiasi {\displaystyle A,B,C}. Siano {\displaystyle A'=T(A),B'=T(B),C'=T(B)}.
Come primo passo, possiamo applicare una traslazione H tale che H(A)=A' (tale traslazione esiste ed è unica).
A questo punto, dobbiamo distinguere il caso in cui l'isometria che vogliamo costruire è invertente o meno:
- se è invertente, applicheremo una riflessione con asse di simmetria l'asse del segmento {\displaystyle H(B)B'}
- se non è invertente, applicheremo una rotazione di centro A' ed angolo {\displaystyle H(B)A'B'}

In entrambi i casi, abbiamo che l'immagine di A resta A' (è un punto fisso), e quella di B diventa B'. Per quanto riguarda C, sempre per la proprietà dell'isometria di conservare le distanze l'immagine C' dovrà stare sull'intersezione del cerchio di centro A' e raggio AC e quello di centro B' e raggio BC. Si verifica facilmente che tale intersezione ammette solo due punti, e che i due triangoli composti da AB e uno di questi due punti hanno orientamento diverso.
Ricordando quindi che una traslazione composta ad una riflessione sarà invertente, mentre una traslazione composta ad una rotazione sarà non invertente, abbiamo che in entrambi i casi l'isometria ottenuta è necessariamente quella cercata.

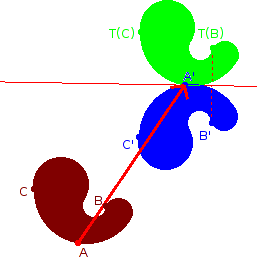
Generazione di un'isometria invertente
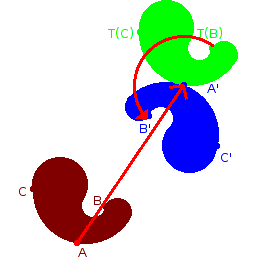
Generazione di un'isometria non invertente

### Costruzione di isometrie

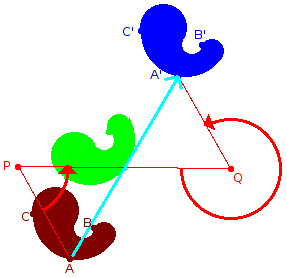
Generazione di una traslazione mediante due rotazioni.

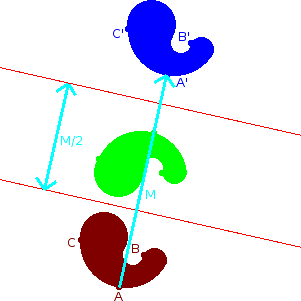
Generazione di una traslazione mediante due riflessioni.

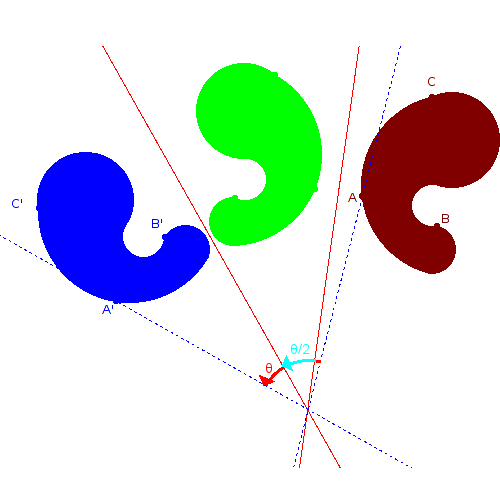
Generazione di una rotazione mediante due riflessioni.

La dimostrazione appena data non prova solo che la composizione di riflessioni, rotazioni e traslazioni genera tutte le isometrie del piano, ma anche che la composizione delle sole rotazioni e traslazioni (che sono, ricordiamo, non invertenti) genera tutte le isometrie non invertenti.

#### Non invertenti (tramite rotazioni)
Esiste un risultato più forte: le stesse traslazioni possono essere generate con la sola composizione di rotazioni, il che implica che le sole rotazioni generano tutte le isometrie non invertenti.
Supponiamo infatti di volere costruire la traslazione {\displaystyle T} di direzione {\displaystyle v} e modulo {\displaystyle M}. Sia {\displaystyle A} un punto qualsiasi, e {\displaystyle T(A)=A'} la sua immagine. Sarà sufficiente applicare due rotazioni {\displaystyle R,S} rispettivamente di centro {\displaystyle P,Q} ed angolo {\displaystyle \theta ,\zeta }tali che:
- dato C punto medio del segmento AA', si abbia AP=PC=CQ=QA'
- {\displaystyle R} ed {\displaystyle S} siano uno da una parte e uno dall'altra della retta che passa per {\displaystyle A} e {\displaystyle A'}
- {\displaystyle \theta =APC,\zeta =CQA'}
- l'ordine di composizione è dato dal verso di {\displaystyle T}

#### Invertenti e non invertenti (tramite simmetrie assiali)
Le seguenti costruzioni mostrano come generare traslazioni e rotazioni dalle riflessioni:
- Traslazioni: supponiamo di volere costruire la traslazione di direzione {\displaystyle v} e modulo {\displaystyle M}. Sarà sufficiente applicare due riflessioni {\displaystyle R,S} di asse rispettivamente {\displaystyle a,b} tali che:
  - {\displaystyle a} e {\displaystyle b} siano entrambi perpendicolari a {\displaystyle v} (e quindi paralleli tra di loro)
  - la distanza tra i due assi sia {\displaystyle M/2}
  - l'ordine di composizione delle due simmetrie è dato dal verso di {\displaystyle v}

- Rotazioni: supponiamo di volere costruire la rotazione di centro {\displaystyle P} e angolo {\displaystyle \theta }. Sarà sufficiente applicare due riflessioni {\displaystyle R,S} di asse rispettivamente {\displaystyle a,b} tali che:
  - {\displaystyle a} e {\displaystyle b} si intersechino in {\displaystyle P}
  - l'angolo formato da {\displaystyle a} e {\displaystyle b} sia {\displaystyle \theta /2}
  - l'ordine di composizione delle due simmetrie è dato dal senso in cui misuriamo gli angoli (ovvero solitamente antiorario)

## Descrizione formale
Essendo particolari trasformazioni affini, le isometrie del piano possono essere rappresentate come moltiplicazione per una matrice seguita dalla somma di un vettore.
{\displaystyle T\left({\begin{matrix}x\\y\end{matrix}}\right)=\left({\begin{matrix}r_{1,1}&r_{1,2}\\r_{2,1}&r_{2,2}\end{matrix}}\right)\left({\begin{matrix}x\\y\end{matrix}}\right)+\left({\begin{matrix}v_{1}\\v_{2}\end{matrix}}\right)}
Osserviamo alcuni casi particolari:
- la rotazione con centro nell'origine di angolo {\displaystyle \theta } può essere rappresentata mediante una matrice,

{\displaystyle {\mbox{Rot}}(\theta )=\left({\begin{matrix}\cos \theta &-\sin \theta \\\sin \theta &\cos \theta \end{matrix}}\right)~,}
- similmente, la riflessione con asse passante per l'origine e formante un angolo {\displaystyle \theta } con l'asse delle ascisse,

{\displaystyle {\mbox{Ref}}(\theta )=\left({\begin{matrix}\cos 2\theta &\sin 2\theta \\\sin 2\theta &-\cos 2\theta \end{matrix}}\right)~.}
L'insieme di tutte le riflessioni e rotazioni del piano che lasciano fissa l'origine, munito dell'operazione di composizione delle trasformazioni costituisce un gruppo.
Il gruppo ha come identità Rot(0). Ogni rotazione Rot(φ) ha
come inversa Rot(-φ). Ogni riflessione Ref(θ)
è inversa di sé stessa (è un'involuzione).
L'insieme è chiuso rispetto all'operazione di composizione, che è associativa,
dato che il prodotto di matrici è associativo,
ovvero la composizione di trasformazioni è associativa.
Si noti che sia Ref(θ) che Rot(θ) sono
rappresentate da matrici ortogonali.
Tutte queste matrici hanno determinante il cui valore assoluto è l'unità.
Le matrice di rotazione hanno determinante +1, mentre le matrici di riflessione
hanno determinante -1.
L'insieme di tutte le matrici ortogonali bidimensionali
con {\displaystyle \Delta =\pm 1} munito della moltiplicazione
fra matrici costituisce il gruppo ortogonale in dimensione 2, talvolta denotato
O(2).
- infine, la generica traslazione può essere rappresentata dalla somma di un vettore, le cui due componenti sono le componenti della traslazione lungo i due assi.

## Composizioni di rotazioni e riflessioni

### Due riflessioni
Vediamo che la composizione di due riflessioni M1 e M2 è generalmente una rotazione: siano 
L1 e L2 i loro assi.
La riflessione M1 trasforma un generico punto P nella sua immagine P′ appartenente al semipiano delimitato da L1
che non contiene P (se P appartiene a L1 P′=P).
M2 trasforma P′ nella sua immagine P′′
nel semipiano delimitato della retta L2 non contenente
P′′ (e se P′ appartiene a L1 P′′=P′).
Se le rette L1 e L2 si intersecano in un punto
che denotiamo O e formano un angolo θ, allora le rette che
passano per O e, rispettivamente, per il punto P e
per il punto P′′ formano in O un angolo
2θ; in altre parole l'angolo POP′′ misura 2θ.
Quindi la composizione delle due riflessioni è una rotazione di angolo 2θ.
In formule, {\displaystyle {\mbox{Ref}}(\theta )\,{\mbox{Ref}}(\phi )={\mbox{Rot}}(2(\theta -\phi ))~,}
Se invece L1 e L2 sono rette parallele la composizione di M1 ed M2 è la traslazione
nella direzione ortogonale alle due rette per la distanza
uguale al doppio della distanza tra L1 e L2 (una tale traslazione si può considerare una rotazione intorno
al punto all'infinito nella direzione delle due rette).

### Due rotazioni
È facile rendersi conto che una coppia di rotazioni attorno
ad uno stesso punto O è equivalente ad un'altra rotazione attorno a tale punto. La composizione di due rotazioni con centri diversi è più complicata.
In formule, {\displaystyle {\mbox{Rot}}(\theta )\,{\mbox{Rot}}(\phi )={\mbox{Rot}}(\theta +\phi )~,}

### Rotazione e riflessione
La composizione di una riflessione e di una rotazione, o di una rotazione e una riflessione è equivalente ad una riflessione.
Si osserva che la composizione di una rotazione e di una riflessione non è commutativa),
In formule:
{\displaystyle {\mbox{Rot}}(\theta )\,{\mbox{Ref}}(\phi )={\mbox{Ref}}(\phi +\theta /2)~,}
{\displaystyle {\mbox{Ref}}(\phi )\,{\mbox{Rot}}(\theta )={\mbox{Ref}}(\phi -\theta /2)~.}
Queste equazioni possono essere provate con il semplice
calcolo dei prodotti delle matrici
e la applicazione di identità trigonometriche.